# Wybrand de Geest

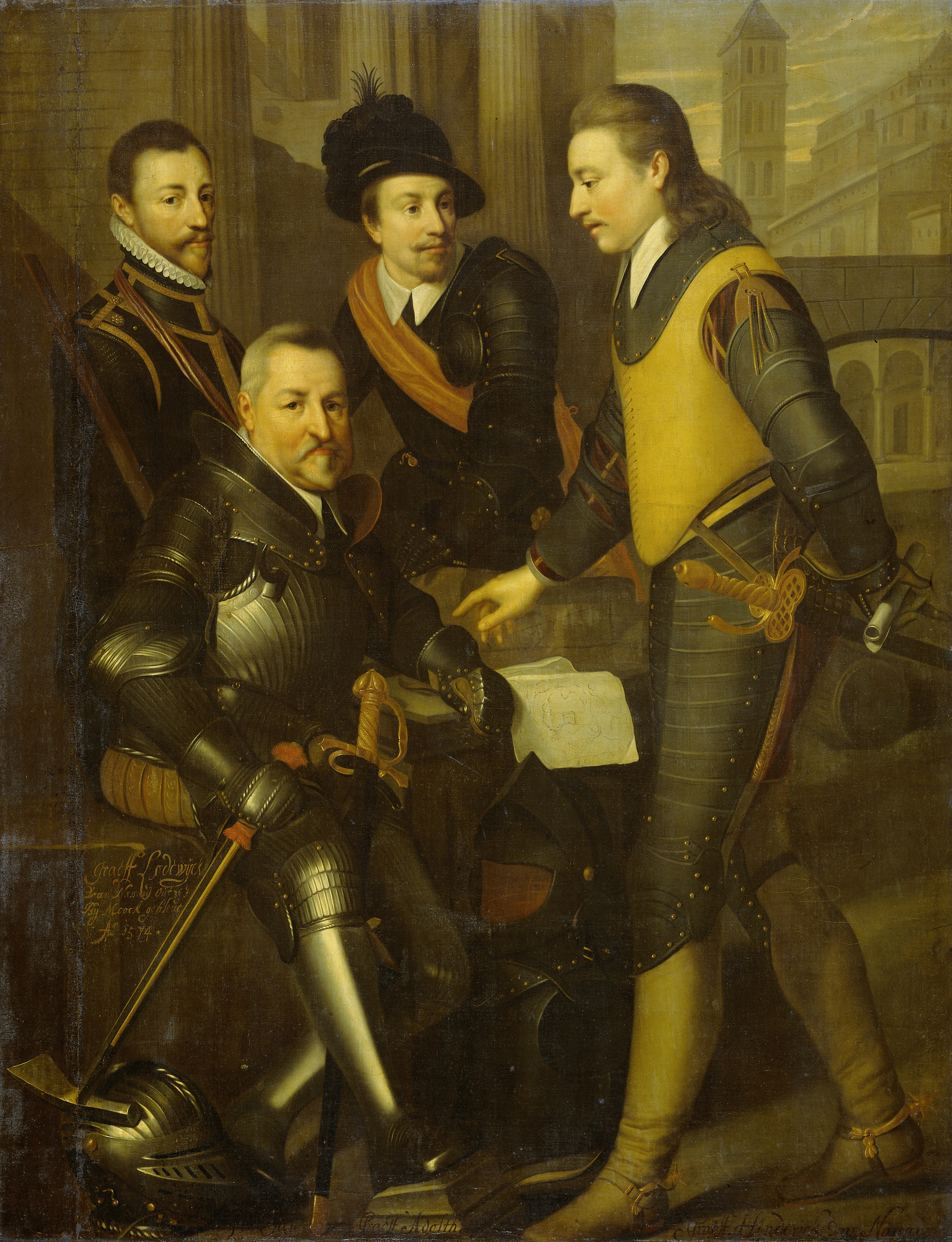
Groepsportret van de vier broers van Willem I, 1630, zittend Jan en van links naar rechts Hendrik, Adolf en Lodewijk, Rijksmuseum, Amsterdam

Wybrand Simonsz. de Geest (Leeuwarden, 16 augustus 1592 – aldaar, tussen 1663 en 1665) was een Friese kunstschilder. Hij was gespecialiseerd in de vervaardiging van portretten en volgens de kunstschilder-biograaf Arnold Houbraken (1660 – 1719) ook in historiestukken.

## Biografie
Wybrand de Geest kwam uit een familie van glasschilders. Ook zijn vader Simon Juckesz. beoefende dit vak, maar overleed al toen Wybrand nog maar een klein jongetje was. Zijn moeder, Wyts Wybrantsdr., was conventuale of kloosterlinge geweest. Hij ging later in de leer bij Abraham Bloemaert. Van 1614 tot 1618 verbleef hij in Rome, na een reis via Parijs en Aix-en-Provence in het toenmalige Koninkrijk Frankrijk. In 1616 ontmoette hij in Aix-en-Provence de Delftse schilder Leonard Bramer, getuige Wybrands Album Amicorum. Met Bramer trok hij per schip verder naar Rome. In Rome trof hij onder anderen studiegenoot Cornelis van Poelenburch en Wouter Crabeth II.
De Geest was tijdens zijn verblijf in Rome vermoedelijk lid van de Nederlandse schilderskring de Bentvueghels. Leden van dit genootschap noemden hem gekscherend 'De Friesche Adelaer'. Terug in Leeuwarden brak hij door als portretschilder van de adellijke elite. Als dertiger werd hij door stadhouder Ernst Casimir bovendien binnengehaald als hofleverancier van de Friese tak van de Nassaus, waarmee hij ging werken in opdracht van het Friese stadhouderlijk hof. Hij vervaardigde portretten van de stadhouders, zoals Ernst Casimir (ca. 1635), Hendrik Casimir (ca. 1632) en Willem Frederik (1632). Als eerste noordelijke schilder vervaardigde hij staatsieportretten, ten voeten uit.
De Geest trouwde in 1622 met Hendrickien Fransdr. Uylenburgh, een achternicht van Saskia van Uylenburgh, de latere vrouw van kunstschilder Rembrandt. In 1633 werkte hij aan levensgrote portretten van Wytze van Camminga en zijn vrouw Sophia van Vervou. In 1634, vlak voor zijn huwelijk, ging Rembrandt bij de schilder op bezoek. Zeker is dat Wybrand de Geest in dat jaar samen met zijn vrouw Hendrickien te gast was op het huwelijksfeest van Rembrandt en Saskia in Sint Annaparochie. 
In 1636 bracht de Fransman Charles Ogier als secretaris van kardinaal Richelieu een bezoek aan De Geest. De Geest bleek Frans te spreken en een grote collectie penningen, schilderijen en zeldzaamheden te bezitten. In het overwegend protestantse zeventiende-eeuwse Leeuwarden nam De Geest een uitzonderingspositie in door de Rooms-Katholieke Kerk trouw te blijven.
De Geest beïnvloedde de uit Harlingen afkomstige Jacob Adriaensz Backer in zijn stijl. Zijn leerlingen waren Jan Jansz. de Stomme en Jacob Potma.
Zijn twee zonen Julius de Geest en François de Geest waren ook schilder. Zijn dochter Eva trouwde met Adam Pijnacker. Zijn kleinzoon, eveneens Wybrand geheten, deed van alles, waaronder toneelspelen, het schrijven van kluchten en het publiceren van "Het Kabinet der Statuen" (1702) en maakte een reisgids door Rome, waarin hij de ervaringen van zijn grootvader aanhaalt.
Wybrand de Geest maakte rond 1630 een groepsportret van vier van de broers van Willem van Oranje, bewaard in het Rijksmuseum Amsterdam. Eerder hing dit doek in Friesland, op Paleis Oranjewoud. Het portret hoort bij een reeks levensgrote groepsportretten dat de verwantschap van de Friese Nassaus met Willem van Oranje en de rol van de Friese Nassaus bij de totstandkoming van de Republiek benadrukt. Zo toont het Rijksmuseum-groepsportret Jan de Oude, voorouder van de Friese Nassaus, prominent zittend vooraan. 

### Tentoonstelling
In het Fries Museum is van 6 september 2025 t/m 1 maart 2026 een tentoonstelling te zien over het leven en werk van Wybrand de Geest.

## Galerij
Enkele schilderijen van Wybrand de Geest:

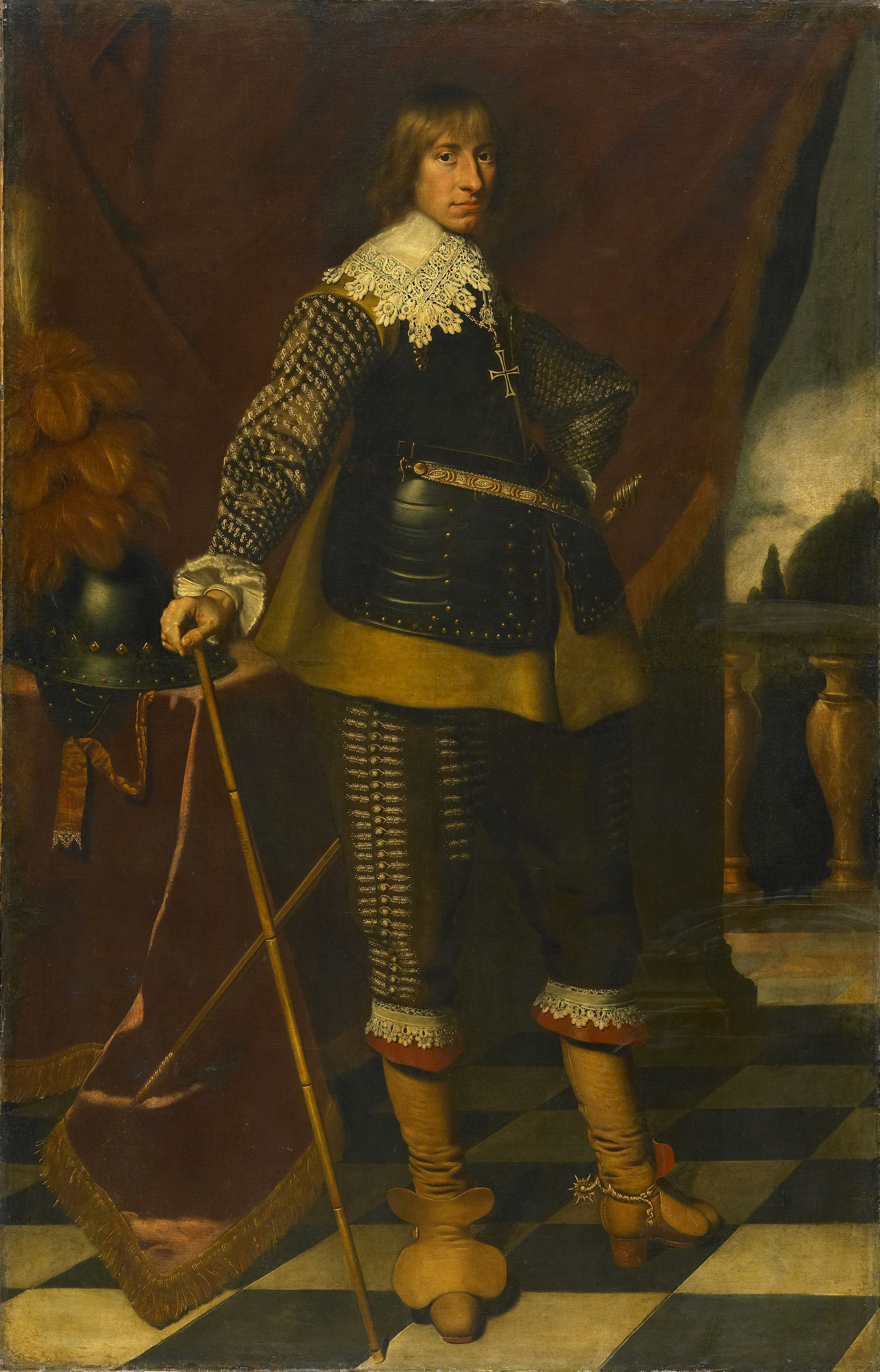
Hendrik Casimir I van Nassau-Dietz ca. 1632 Rijksmuseum, Amsterdam
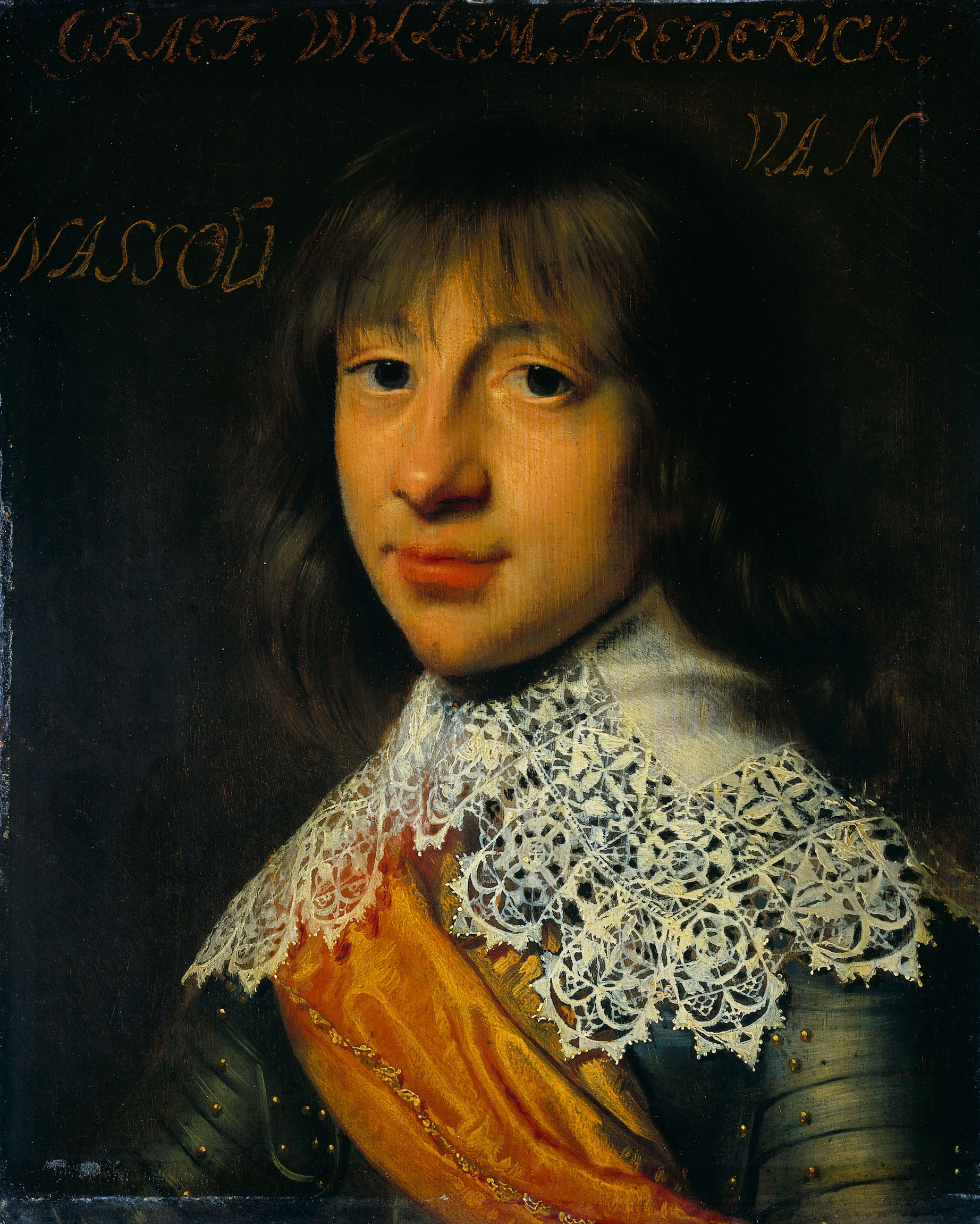
Willem Frederik van Nassau-Dietz 1632 Rijksmuseum, Amsterdam
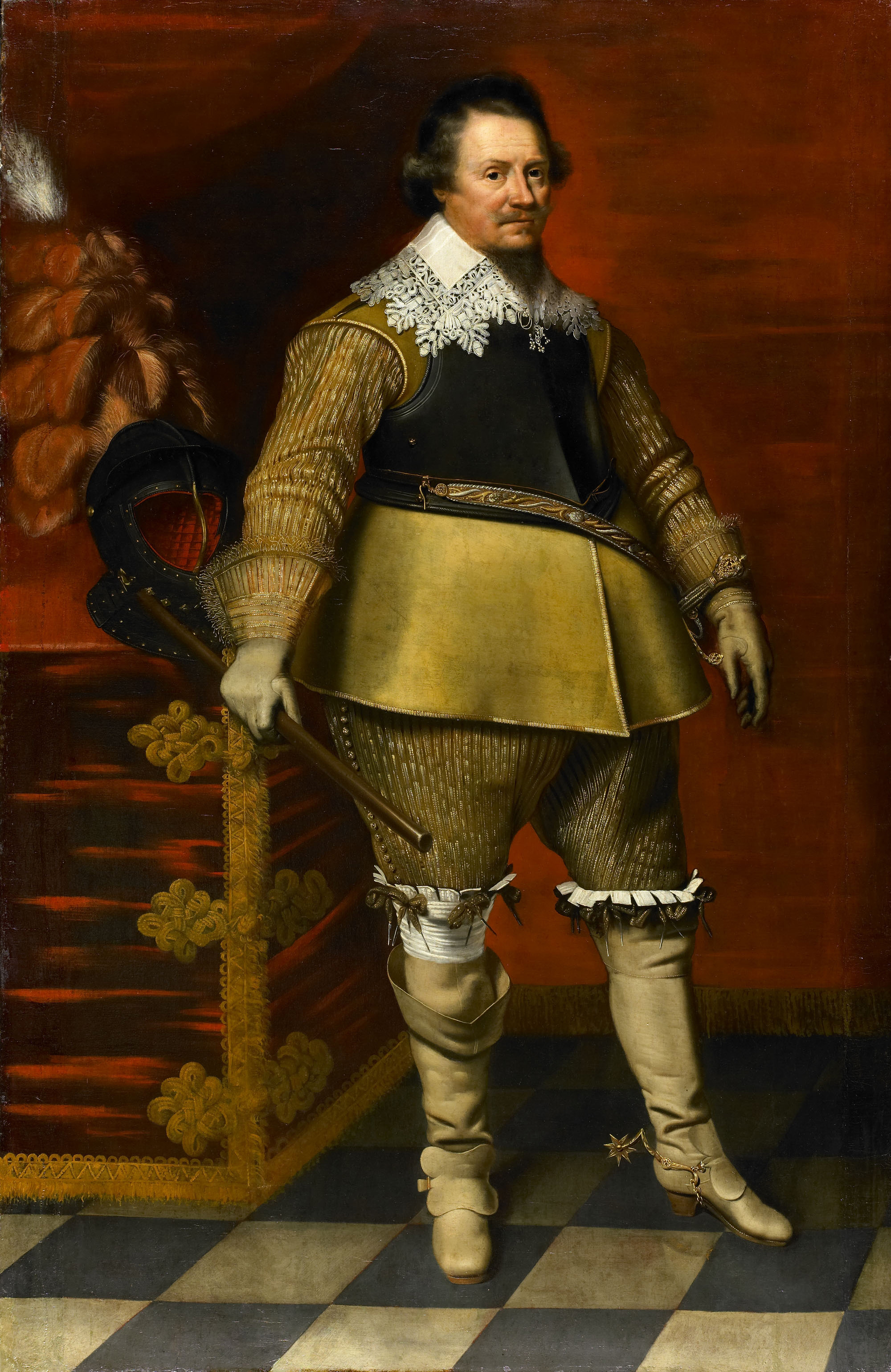
Ernst Casimir van Nassau-Dietz ca. 1635 Rijksmuseum, Amsterdam
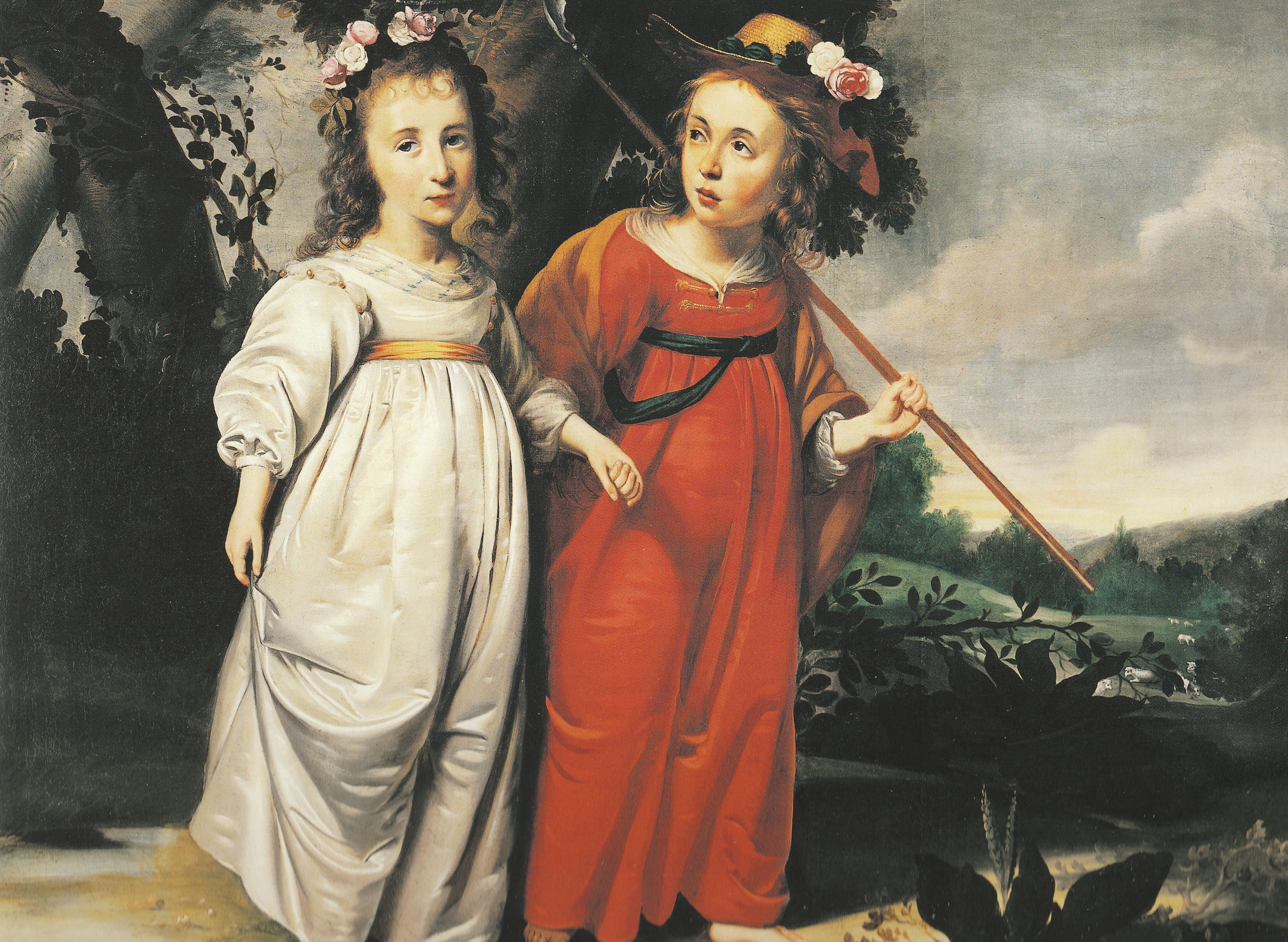
Kinderen als herders gekleed 1643 Fries Museum, Leeuwarden
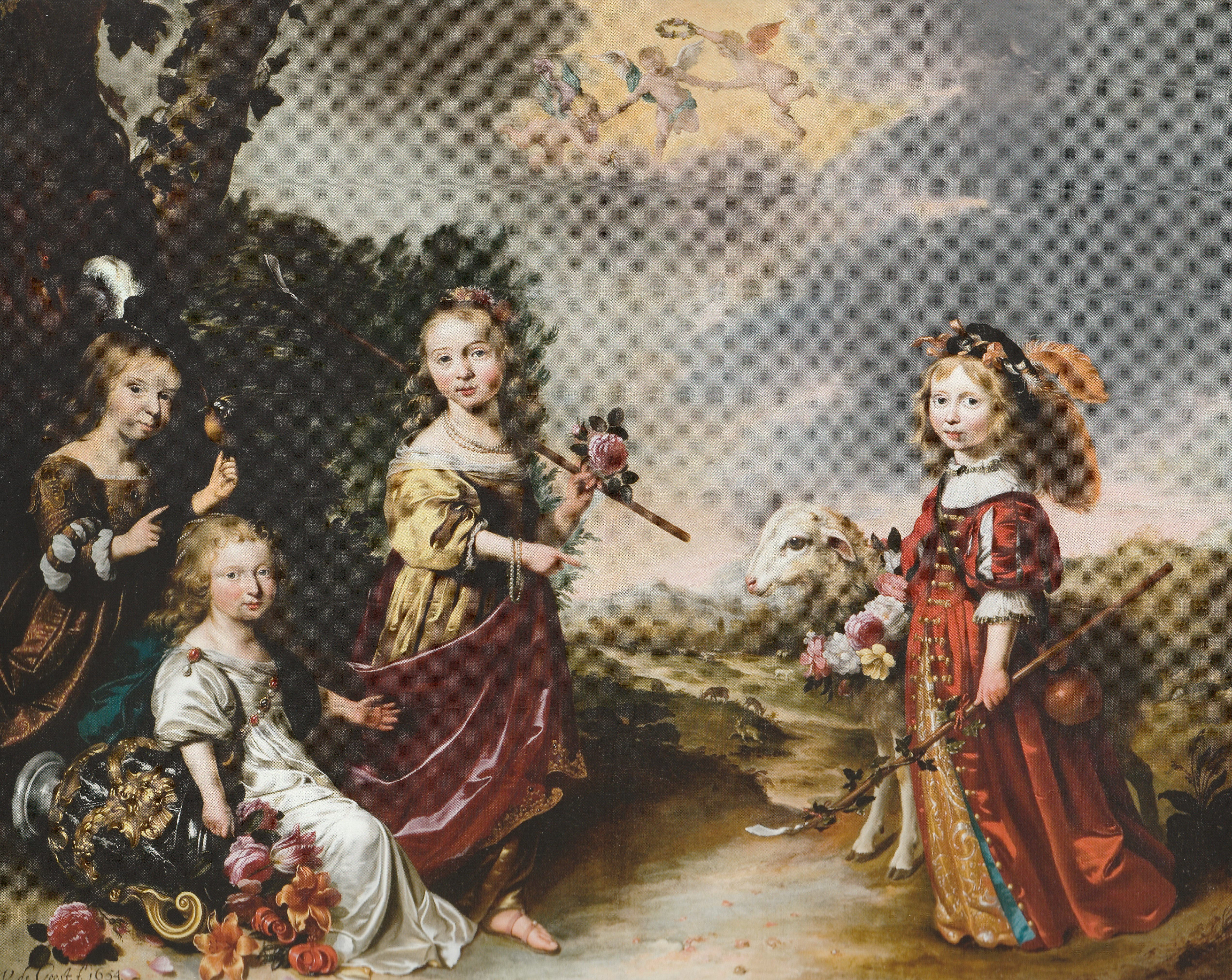
De kinderen van Pieter van Harinxma thoe Slooten 1654 Van Harinxma thoe Slooten Stichting, Beetsterzwaag